# Мирела Демирева
Мирела Красимирова Демирева е българска спортистка от „СКЛА Берое“ – Стара Загора в дисциплината висок скок. На летните олимпийски игри през 2016 г. в Рио де Жанейро печели сребърен медал с резултат 1,97 метра . Двукратна европейска вицешампионка (2016, 2018), шампионка на Балканското първенство (2018) и Диамантената лига (Рабат, 2018) , балканска шампионка младша възраст (2006) . Петкратна шампионка на България (2007, 2008, 2011, 2013, 2014). Двукратна шампионка на България в зала (2008, 2009).  Най-добрият ѝ личен резултат е 200 см. 
Участничка на летните Олимпийски игри в Токио (2020).

## Биография
Родена е на 28 септември 1989 г.  в семейството на лекоатлети. Баща ѝ е европейки шампион за юноши на 400 метра бягане с препятствия (1981). Майка ѝ Валя е част от българската щафета 4 х 100 метра, която се класира 4-та на Световното първенство по лека атлетика през 1987 г. в Рим и 5-а на Олимпийските игри през 1988 г. в Сеул.
От 2009 г. учи в Нов български университет „Политически науки“.

### Път в спорта
Началните си стъпки в леката атлетика Мирела прави в ранна детска възраст. Пръв неин треньор е Антон Бонов, след него се подготвя при Румяна Ценова, а след това и при Любомир Запрянов.
От 2004 г. Демирева се подготвя при треньорката в скок на височина Лиляна Видева. През 2005 в Пловдив тя скача 1,73 см.
През 2009 г. стара контузия в глезена довежда до счупване на парченца от едната става, което е в основата на неуспешното представяне на европейското първенство за кадети в град Каунас, Литва. Оперирана е още същата година и следва период на продължително и тежко възстановяване, продължило осемнадесет месеца.
1. Спортен мениджър на Демирева е нидерландецът Щефан Крейкамп. От 2014 г. тя сменя неговото наставничество с това на друг нидерландски треньор – Рини Ван Лееуин.[9][10][11]

### Успехи в скока на височина
- 2006 г. – балканска шампионка за младша възраст в Истанбул, Турция[3]
- 2007 г. – бронзов медал на Световното първенство по лека атлетика за девойки в Хенгело, Нидерландия
- 2007 г. – шампионка на България за девойки под 23 години в София със 183 см[4]
- 2007 г. – шампионка на България за младша възраст в София – скача 188 см[4]
- 2007 г. – шампионка на България на висок скок в София – 183 см[4]
- 2008 г. – сребърен медал на Световното първенство по лека атлетика за девойки в Бидгошч, Полша – 186 см
- 2008 г. – балканска шампионка за девойки в Бурса, Турция, но не успява да спечели олимпийска квота за игрите в Пекин през 2010 г.
- 2009 г. – седмо място със 183 см на европейското първенство за кадетки под 23 години в Каунас, Литва
- 2011 г. – златен медал на международния турнир по лека атлетика в Люксембург (най-добър опит на 185 см)
- 2012 г. – осмо място на Европейското първенство в Хелзинки, Финландия – 192 см
- 2013 г. – седмо място на Европейското първенство в зала в Гьотеборг, Швеция – 187 см
- 2016 г. – сребърна медалистка от Европейското първенство в Амстердам, Нидерландия – 196 см
- 2016 г. – сребърен олимпийски медал от Рио де Жанейро с най-добър опит 197 см (надскочена от испанката Ruth Beitia)
- 2017 г. – седмо място на Световното първенство в зала в Лондон, Великобритания – 192 см
- 2017 г. – седмо място на Световното първенство в зала в Бирмингам, Великобритания – 189 см
- 2018 – второ място на Диамантената лига в Рим, Италия – 194 см (надскочена от Мария Ласицкине)
- 2018 г. – второ място на FBG Games в Хенгело, Нидерландия – 194 см (за трети пореден път е надскочена от рускинята Мария Ласицкине)
- 2018 г. – второ място на Диамантената лига в Стокхолм, Швеция с 200 см (отстъпва само на Мария Ласицкине, която скача същата височина, но от първи път)
- 2018 г. – първо място на Диамантената лига в Рабат, Мароко със 194 см – прекъсва серията от 45 поредни победи на Ласицкине, която споделя трето място[2][12]
- 2018 г. – първо място на Балканския шампионат по лека атлетика в Стара Загора – 195 см
- 2018 г. – второ място на Европейското първенство в Берлин, Германия с 200 см от трети опит – отстъпва само на Мария Ласицкине, която скача същата височина, но от втори път)[5]
- 2019 г. – пето място в Брюксел, Диамантена лига – 193 см
- 2021 -  дванадесето място на Летни олимпийски игри в Токио - 193 см
- 2022 - девето място на Европейското първенство - 186 см[13]